# Jesse James
Jesse James (Kearney, Comtat de Clay, Missouri 1847 - Saint Joseph, Missouri 1882) fou un guerriller i més tard bandoler sudista. Fill d'un predicador baptista que els abandonà per a buscar or a Califòrnia, a quinze anys s'uní a la guerrilla sudista de William C. Quantrill amb el seu germà Frank James. Acabada la guerra civil dels Estats Units, es va entregar als soldats de la Unió, però, en no ésser respectats els termes de la rendició, reprengué les armes (1866). Cap de la James Band, formada per ell, el seu germà Frank i els germans Younger adquirí notorietat per l'audàcia dels seus assalts a bancs i a trens. Morí assassinat per dos membres de la seva banda, Charlie i Robert Ford.
Durant uns anys un cert J. Frank Dalton (mort a Granbury, Texas, el 1951) va dir que ell era en realitat Jesse James; que Bob Ford havia mort un cosí de Jesse. Tanmateix, unes proves d'ADN el 1995 determinaren que l'home assassinat per Bob Ford era l'autèntic Jesse James i fou enterrat per nostàlgics amb uniforme confederat.

## Biografia

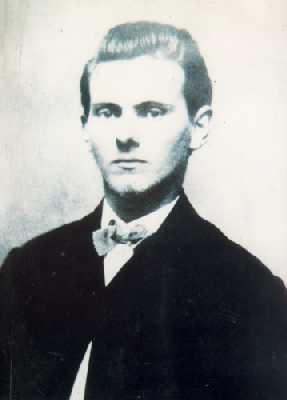
Jesse James.

Jesse James va néixer al Comtat de Clay, en un poble proper al que avui es coneix com a Kearney. Va tenir dos germans; el més gran era Alexander Franklin James, conegut com a Frank, i una germana més jove que es deia Susan Lavenia James. El seu pare, Robert James, fou un comerciant de cànam i ministre de l'Església Baptista de Kentucky. Robert James va viatjar a Califòrnia amb la il·lusió de fer fortuna durant l'anomenada Febre de l'Or, però hi va morir quan Jesse tenia només tres anys. Després de la mort de Robert James, la mare d'en Jesse, Zerelda, va tornar a casar-se en dues ocasions. En Jesse va tenir quatre germanastres: Sarah Louisa Samuel, John Thomas Samuel, Fannie Quantrell Samuel, i Archie Peyton Samuel.
La proximitat de la Guerra Civil dels Estats Units aviat va arribar a la vida dels James. Missouri era en aquell moment un estat perillós, enmig del Nord i del Sud. En esclatar la guerra, el 1860, Jesse James es va unir a l'escamot de guerrillers sudistes Quantrill Riders de William C. Quantrill juntament amb el seu germà Frank James. La guerra civil va devastar Missouri i això va ser un fet determinant en la vida posterior de Jesse James.
Acabada la Guerra Civil, James es va rendir als soldats de la Unió, però, en no ser respectats els termes de la capitulació, va reprendre les armes (1866). La Banda d'en James, formada per ell, el seu germà Frank, els tres germans Younger (Cole, Jim i Bob) i els Miller (Clell i Ed), va adquirir notorietat per l'audàcia dels seus assalts a bancs i trens. Des de la formació de la banda Jesse James va assumir el rol de cap de colla. La banda va ser coneguda als Estats Units per la seva valentia. Fins al punt que el govern nord-americà va arribar a contractar l'Agència Nacional de Detectius Pinkerton, amb l'única fi de capturar-los. Un dia els detectius van llançar una bomba a casa seva, però no hi eren ni Jesse ni el seu germà Frank: l'explosió va acabar matant la seva mare i un germanastre. Després de l'incident de la bomba a casa dels James, la banda va protagonitzar un atac duríssim contra Northfield, un altre poblet del Llunyà Oest. Però aquesta vegada la gent els va foragitar de la mateixa manera, a trets. Els germans Younger i un dels Miller van resultar ferits. Aleshores és quan Jesse James decideix finalitzar la seva carrera. El detectiu Rixley, de l'agència de detectius Pinkerton, havia posat preu al seu cap en 10.000 dòlars. Jesse James va morir assassinat per dos membres de la seva pròpia banda, en Charlie i en Bob Ford, que li varen disparar al clatell; es diu que els membres van ser incapaços de resistir-se a la quantiosa recompensa de 10.000 dòlars.
Durant uns anys un cert J. Frank Dalton (mort en Granbury, Texas, el 1951) va dir que ell era en realitat Jesse James i que Robert Ford havia matat un cosí de Jesse. No obstant això, el 1995 unes proves d'ADN van determinar que l'home assassinat per Robert Ford era l'autèntic Jesse James i que va ser enterrat pels seus antics companys d'armes de l'Exèrcit Confederat.